# Østjyske Motorvej
Der Østjyske Motorvej ist eine Autobahn in Dänemark im östlichen Jütland und bildet eine Teilstrecke der E45.
Sie verläuft in Nord-Süd-Richtung und mündet in den Taulovmotorvej, Teil der E20 und Ost-West-Autobahn, welche die Westküste Dänemarks mit Seeland verbindet. Darüber hinaus verbindet die Autobahn den Sønderjyske Motorvej, welcher durch den Süden Jütlands führt, mit dem Nordjyske Motorvej im Norden Jütlands.
Der Østjyske Motorvej schließt unter anderen Vejle, Horsens, Skanderborg und Dänemarks zweitgrößte Stadt Aarhus an das Autobahnnetz an. Auf den meistbefahrenen Abschnitten befahren über 90.000 Autos pro Tag die Autobahn.
Aufgrund von steigenden Verkehrszahlen lässt die nationale Straßenbehörde Vejdirektoratet die Autobahn auf einer Strecke von 16 Kilometern zwischen den Ausfahrten Aarhus S und Aarhus N (Übergang von Østjyske Motorvej zu Nordjyske Motorvej) von einer vier- auf eine sechsspurige Konfiguration ausbauen. Auch auf dem Abschnitt Vejle-Skanderborg wird die Autobahn auf 38 km Länge von vier auf sechs Fahrstreifen verbreitert (Stand 2024).